# Bystřice nad Pernštejnem (nádraží)
Bystřice nad Pernštejnem je železniční stanice v jihozápadní části města Bystřice nad Pernštejnem v okrese Žďár nad Sázavou v Kraji Vysočina nedaleko říčky Bystřice a hradu Pernštejn. Leží na jednokolejné neelektrifikované trati Žďár nad Sázavou – Tišnov. Autobusové nádraží se nalézá na opačné straně města.

## Historie
23. června 1905 otevřela po náročných stavebních pracích v komplikovaném terénu společnost Místní dráha Německý Brod – Žďár (posléze přejmenovaná na Místní dráha Německý Brod – Tišnov) trať ze starého nádraží ve Žďáru nad Sázavou, kam společnost železnici dovedla roku 1898, do Tišnova, odkud bylo možno po již existující trati z roku 1885 pokračovat do Brna. Stavba trati byla zahájena 30. června 1903 a prováděna stavební firmou Osvalda Životského. Nově postavené nádraží zde vzniklo dle typizovaného stavebního vzoru.
Provoz na trati zajišťovaly od zahájení Císařsko-královské státní dráhy, po roce 1918 Československé státní dráhy. K 1. lednu 1925 byla trať zestátněna.
Roku 1938 bylo Ministerstvem železnic vydáno rozhodnutí o dostavbě železničního spojení z Havlíčkova Brodu dále do Brna (trať Praha-Havlíčkův Brod-Brno) a o napojení Velkého Meziříčí novou drahou z Křižanova. Provoz na nové trati byl nakonec zahájen 5. prosince 1953 a na tuto trasu pak přešla většina vlakové dopravy, zejména dálkové.

## Popis
Nachází se zde jedno hranové a jedno ostrovní nekryté nástupiště, k příchodu k vlakům slouží přechody přes kolejiště. Ze stanice je vyvedena jedna nákladní vlečka.